# Bányai Júlia
Bányai Júlia (Vízakna, 1824 – Kairó, 1883. november 1.) az 1848–49-es forradalom és szabadságharc századosa, vendéglős.

## Életútja
1824-ben született az erdélyi Vízaknán. Tanulmányai befejeztével feleségül ment Sárossy Gyula ügyvédhez, akinek 1848-ban bekövetkezett halála után műlovarnőként dolgozott a bécsi cirkuszban. Az 1848–49-es forradalom és szabadságharc kitörése után férje nevén, férfiruhában jelentkezett a honvédseregbe.
Az erdélyi harcokban kitűnt bátorságával közlegényből a 27. honvédzászlóalj főhadnagya, majd századosa lett. Harcolt Gyulafehérvárnál, Zsibón, Dévánál és Kolozsvárnál fedezte a magyar sereg visszavonulását is. Nemcsak a fegyveres harcokban vett részt, hanem – francia nyelvtudása révén – az osztrák és az orosz hadseregnél gyakran kémkedett is, táncosnő szerepében. Bem tábornok katonai kitüntetéssel jutalmazta hírszerző tevékenységét. A szabadságharc leverése után Törökországba emigrált, ahol Bem tábornok kapitánnyá léptette elő. 1850 februárjában férjhez ment Matta Ede (Eduárd) honvéd századoshoz. 1851–1852-ben visszatért Erdélybe, ahol a Makk József-féle osztrákellenes összeesküvésben vett részt. Ennek leleplezése után ismét Törökországba menekült, majd férjével Kairóban telepedett le. Itt nyitották meg a „Fáraóhoz” címzett fogadójukat.
Kairóban halt meg 1883-ban, 59 éves korában.